# Parlement du Zimbabwe

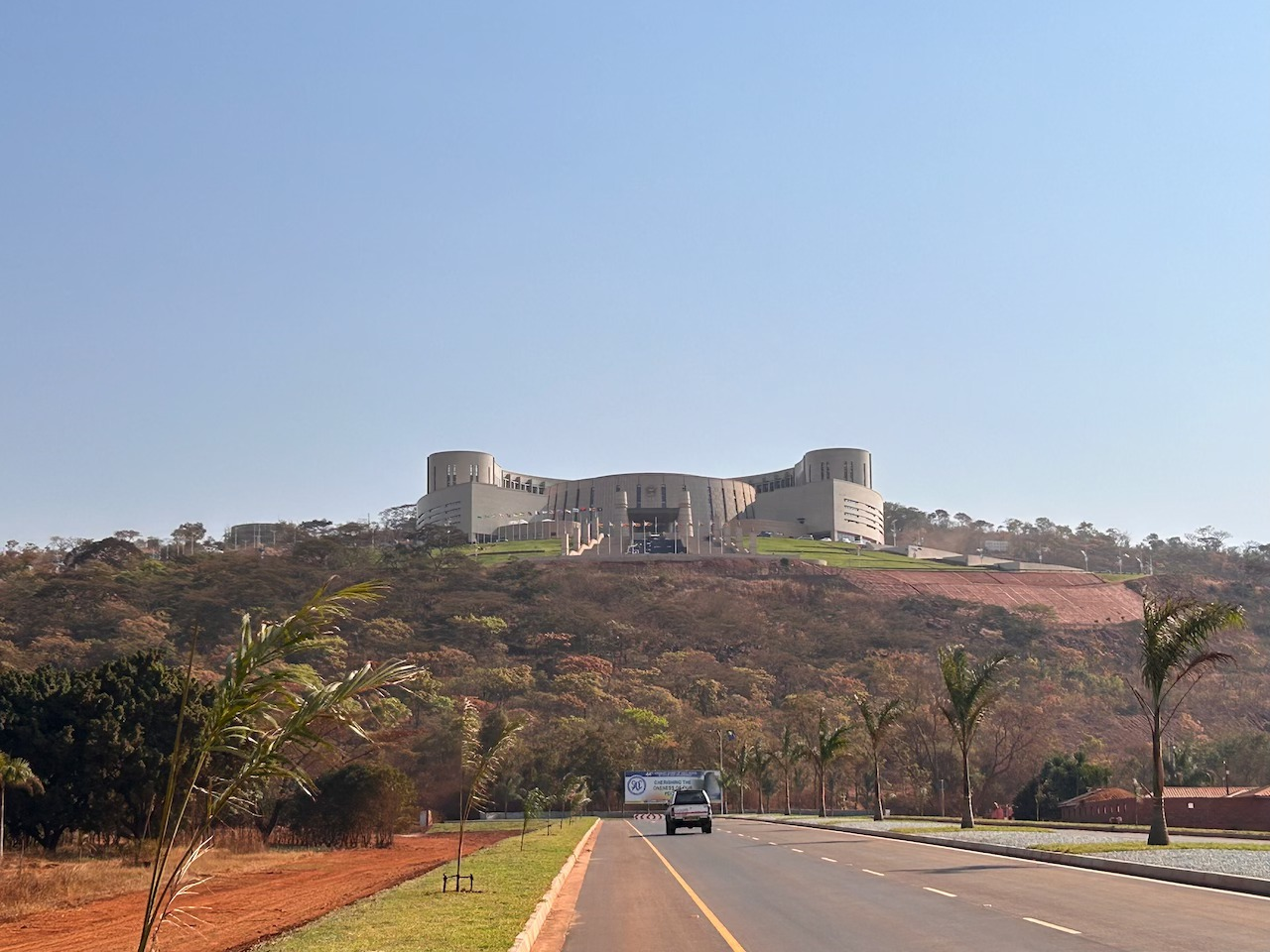
Le nouveau bâtiment du Parlement, siège de l'institution depuis 2022.

Le Parlement du Zimbabwe (en anglais : Parliament of Zimbabwe) est l'organe législatif bicaméral de la république du Zimbabwe. 
Ses  deux chambres sont :
- le Sénat formant la  chambre haute. Il est constitué de 80 membres appelés « sénateurs ». Établi en 1980 puis dissout en 1989, son rétablissement a lieu 2005 à la suite d'un amendement constitutionnel ;
- l'Assemblée nationale formant la chambre basse. Elle est constituée de 280 membres. Appelée simplement « Assemblée » (en anglais : House of Assembly) jusqu'en 2013, elle est de 1989 à 2005 l'unique législature monocamérale du pays.

Les deux chambres sont élus au scrutin direct. Elles siègent au nouveau bâtiment du Parlement situé à Mount Hampden, près de la capitale du pays Harare.